# شعر فرنسي
الشعر الفرنسي هو فئة من الأدب الفرنسي. ويمكن أن يشمل الشعر الفرنكوفوني الذي تم تأليفه خارج فرنسا والشعر المكتوب بلغات أخرى يتم استعمالها في فرنسا.

## قائمة بأهم الشعراء الفرنسيين
- العصور الوسطى
  - أرنو دانيال
  - بيير فيدال
  - فرانتشيوس فيلون
- القرن السادس عشر
  - كليمنت مارو
  - جان مولينيت
- القرن السابع عشر
  - فنسنت فويتيور
  - بيير كورنييل
  - جان راسين
- القرن الثامن عشر
  - أندريه تشينيير
  - جوزيف تشينيير
- القرن التاسع عشر
  - فيكتور هوجو
  - ألفونس دي لامارتين
  - ألفرد دي موسيه
- القرن العشرين
  - بول كلود
  - ماكس جاكوب
  - أندريه بريتون
  - لويس آراغون
  - سيرج فنتوريني